# Юррес, Андре
Андре Георгиус Юррес (нидерл. André Georgius Jurres; 23 апреля 1912, Амстердам — 8 декабря 2001, Ницца) — нидерландский музыкальный деятель. Сын художника Й. Х. Юрреса.
Окончил Амстердамскую консерваторию (1936) по классу фортепиано, затем в течение двух лет совершенствовался как исполнитель в Париже. Выступал как пианист в 1940-е гг., в 1941—1952 гг. преподавал фортепиано в Амстердамской, Утрехтской и Роттердамской консерваториях.
В числе его известных учеников — Юриан Андриссен.
С 1950 г. музыкальный руководитель, в 1952—1976 гг. генеральный директор нидерландского центра музыкальной документации Donemus, занимавшегося созданием нотной библиотеки и архива современной нидерландской музыки, изданием нот и выпуском звукозаписей. В 1962 г. к 15-летию центра под редакцией Юрреса вышел сборник интервью с нидерландскими композиторами (англ. Fifteen Years Donemus, 1947–1962: Conversations with Dutch Composers). С 1974 г. возглавлял мемориальный фонд Эдуарда ван Бейнума.
В 1950—1970-е гг. занимал руководящие должности в ряде международных музыкальных организаций. В 1969—1975 гг. президент Международного общества современной музыки. На протяжении многих лет представлял Нидерланды в руководстве Международной ассоциации музыкальных библиотек, архивов и информационных центров, входил в руководство Международного музыкального совета.